# Yosuke Ideguchi
Yosuke Ideguchi (井手口 陽介, Ideguchi Yosuke, Fukuoka, 23 augustus 1996) is een Japans voetballer die als middenvelder speelt. hij staat onder contract bij het Schotse Celtic FC en speelt momenteel op huurbasis voor Avispa Fukuoka in Japan.

## Clubcarrière
Ideguchi begon zijn carrière in 2014 bij Gamba Osaka. Op 11 december 2017 kwam het nieuws naar buiten dat hij een contract ging tekenen bij Leeds United, welke in zou gaan in januari 2018. De club betaalde circa £500.000 voor hem aan Gamba Osaka. Vanwege een ontbrekende werkvergunning zal de Japanner eerst een halfjaar verhuurd worden aan een Europese club.

## Japans voetbalelftal
Yosuke Ideguchi maakte op 7 juni 2016 zijn debuut in het Japans voetbalelftal tijdens een vriendschappelijke wedstrijd tegen Syrië. Ideguchi nam met het Japans voetbalelftal deel aan de Olympische Zomerspelen 2016. Eind 2017 nam hij met Japan deel aan de Oost-Aziatisch kampioenschap voetbal 2017, waarin ze in de groepsfase strandden.

## Statistieken
| Japans voetbalelftal | Japans voetbalelftal | Japans voetbalelftal |
| Jaar                 | Wed.                 | Dlp.                 |
| -------------------- | -------------------- | -------------------- |
| 2017                 | 11                   | 2                    |
| 2018                 | 1                    | 0                    |
| 2019                 | 3                    | 0                    |
| Totaal               | 15                   | 2                    |